# Vetenskapslitteratur
Litteratur om vetenskap innefattar böcker, tidskrifter och andra texter skrivna om vetenskap. Litteraturen kan antingen vara vetenskaplig i naturen, och fungera som ett sätt att rapportera om forskning (exempelvis genom vetenskapliga journaler), eller så kan den vara undervisande eller populärvetenskaplig.

## Typer av vetenskapslitteratur

### Vetenskaplig publicering
Vetenskapliga journaler meddelar och dokumenterar resultat av experiment och undersökningar som gjorts i universitet och vetenskapliga institutioner, och fungerar som en typ av arkivering av vetenskap. De första vetenskapliga journalerna, Journal des Sçavans följt av Philosophical Transactions, började publiceras 1665. Sedan dess har mängden tidskrifter stadigt ökat. 1981 beräknades antalet vara uppe i 11 500, och idag listar Pubmed 40 000 journaler, endast relaterade till medicin. De flesta vetenskapliga journalerna täcker ett enstaka vetenskapligt område, och publicerar forskning inom det fältet. Ett exempel på detta är Intelligence, som är inriktad på psykologi, och Chemical Reviews, som är inriktad på kemi. När färre journaler fanns var det vanligare att de inte hade ett specifikt område utan täckte antingen hela vetenskapen, eller ett stort område som naturvetenskap eller samhällsvetenskap. Ett fåtal av denna typ finns kvar än, exempelvis Nature och Science. För att publiceras inom de flesta större journalerna krävs först en genomgång av refereegranskning.

### Populärvetenskap
Populärvetenskapliga tidskrifter som Scientific American, Illustrerad Vetenskap, Allt om Vetenskap och Forskning & Framsteg är ämnade åt en mycket bredare läsarkrets än vetenskapliga journaler, och erbjuder en mindre teknisk sammanfattning av populära forskningsområden, inklusive större upptäckter och framsteg. Vetenskapsböcker är ofta populärvetenskapliga till naturen, och utvecklar vidare på antingen ett specifikt ämne eller en gren av vetenskap genom boken, på ett lättillkomligt sätt. 
Science fictiongenren av film och litteratur är inte alltid vetenskapligt korrekt, utan innehåller ofta berättelser som anspelar på moderna och små områden av vetenskap idag, ofta i en fiktiv framtid där författaren kan hitta på en eventuell framtid.